# Гелы
Ге́лы (др.-греч. Γηλαι)  или Гелаты — античное ираноязычное скифское племя, упоминаемое Страбоном и Плинием, входившее, по всей вероятности, в неоднородный по этническому составу племенной союз кавказских албан. Армянский историк VII века Себеос считал, что гелы другое название скифов. 

## Происхождение
Мавр Сервий Гонорат («Объяснения к „Энеиде“ Вергилия». Хl,659) считает ими скифов. По мнению Йозефа Визельхюфера гелы мидийский народ скифского происхождения, впервые упомянутый Страбоном (по Феофану Митиленскому), населявший юго-западные берега Каспийского моря. Некоторые древние авторы (Плиний или Птоломей) отождествляли их с кадусиями. Название племени продолжает существовать в современном названии провинции (или скорее провинции Сасанидов) — Гилян (на среднеперсидском Gēlān). Карпов в своей статье под называнием Гиляки Мазандерана в советской этнографии, указывает гелов как галлов. Алан Ахсарович Туаллагов сопоставляет гелов с гелонами и указывает об их половой близости с амазонками. М. М. Ихилов предполагал, что название «гелы» является формой этнонима «лег», образованной в результате метатезы.
Сарматская гипотеза

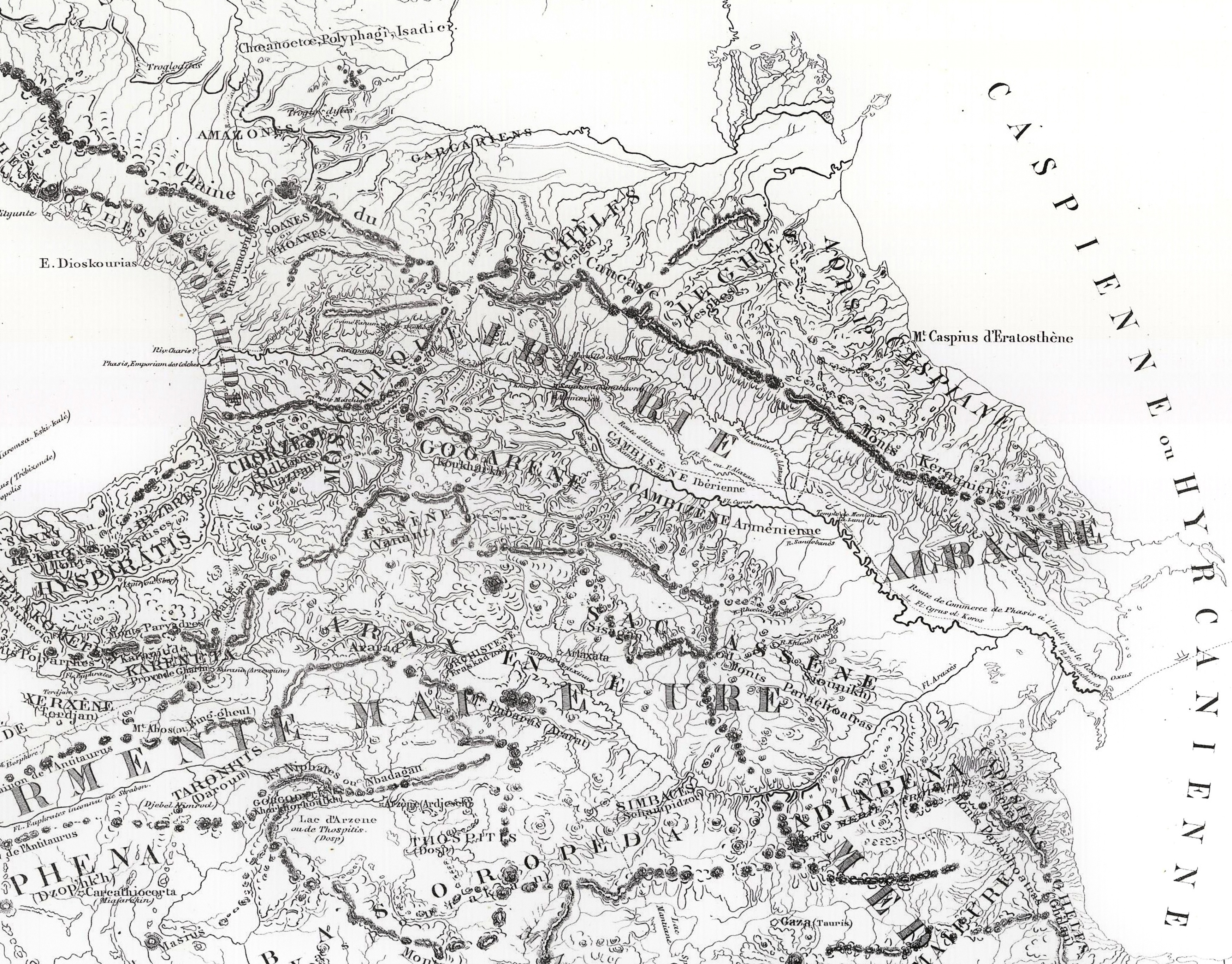
Кавказ в I веке до н. э. по Страбону.

По словам Василия Татищева, «Гили, народ сарматский или славяне, подлинно неизвестно, жили по реке Углу, которая ныне называется Орель, и знатно она река на их языке называна Гилиа, руские переведно Угль имяновали, ибо на сарматском языке гилия угл, а гилио запад. Иногда руские их называют гели, мнится, те же, что Меля имянует гелоны; Птоломей галинды, галлионы и гитоны в Литве кладет. Стрыковский галиодов кладет в Прусах, от которых область Галиндия имя сохраняет. Гели по Плинию в Персии, их же греки кадузиами имяновали. Наши же древние упоминают народ галяды, да где, место неизвестно».
По словам Василия Передольского, «амазонки занимали горную страну Кавказа над албанцами, населенную отчасти выше названными скифами, гелами и легами, которые, как и амазонки, межевали своими землями с сарматами, сидевшими, начиная с полночных склонов Кавказа и далее на полноч. Возможно, что гелы и леги были именно кавказские сарматы».

## Гелы и Гелоны
Около 356 г. Шапур, находясь в «области хионитов и кусенов (т.е. кушанов), «с трудом отражает в крайних пределах своего царства враждебные народы». Очевидно, речь идет скорее всего о военных действиях против кушан, так как в 358 г. Шапур заключает союзный договор с хионитами и геланами. Под геланами Марцеллина следует видеть гелов одного из племен Кавказской Албании.

Скифы на территории Атропатены

Геродот понимал под гелонами совсем не то, что другие греческие, а поздние латинские авторы. Греки смешивали имена будинов и гелонов(гелонцы), вероятно потому, что реальные  племена, которым они давали эти наименования, — будии-удины и гелы-кадусии — также были для них неразделимы. Помпоний Мела утверждал о савроматском происхождении будинов-гелонов.
По утверждениям советских учёных, гелы-гелоны оставили след в названии древнеалбанского округа Гелаву. Гелаву — область в районе современного села Кялва в Ахсуйском районе Азербайджана. Название области связывают с племенем гелов, обитавшим в северо-восточной части Кавказских гор, к югу от легов.  В. Г. Луконин  ссылаясь на Мамертина говорил, что гелы объединились в союз с Ормиздом против его брата , персидского царя Бахрама II.
Л. А. Боровкова в своих трудах писала:
Вряд ли можно усомниться в том, что хоны и гелы — это названные по армянски потомки хионитов и гелонов, «особо воинственных племен», с которыми, по сведениям Аммиана Марцеллина, шаханшах Шапур II сначала в 356–358 гг. воевал, а потом в 358 г. заключил договор. И они вместе с албанами в 359 г. помогали персам воевать с римлянами под г. Амида. В нашей первой главе также выяснено, что хиониты и гелоны были аланскими племенами, имевшими уже в середине IV в. свое царство на Северном Кавказе.

## Сведения античных авторов

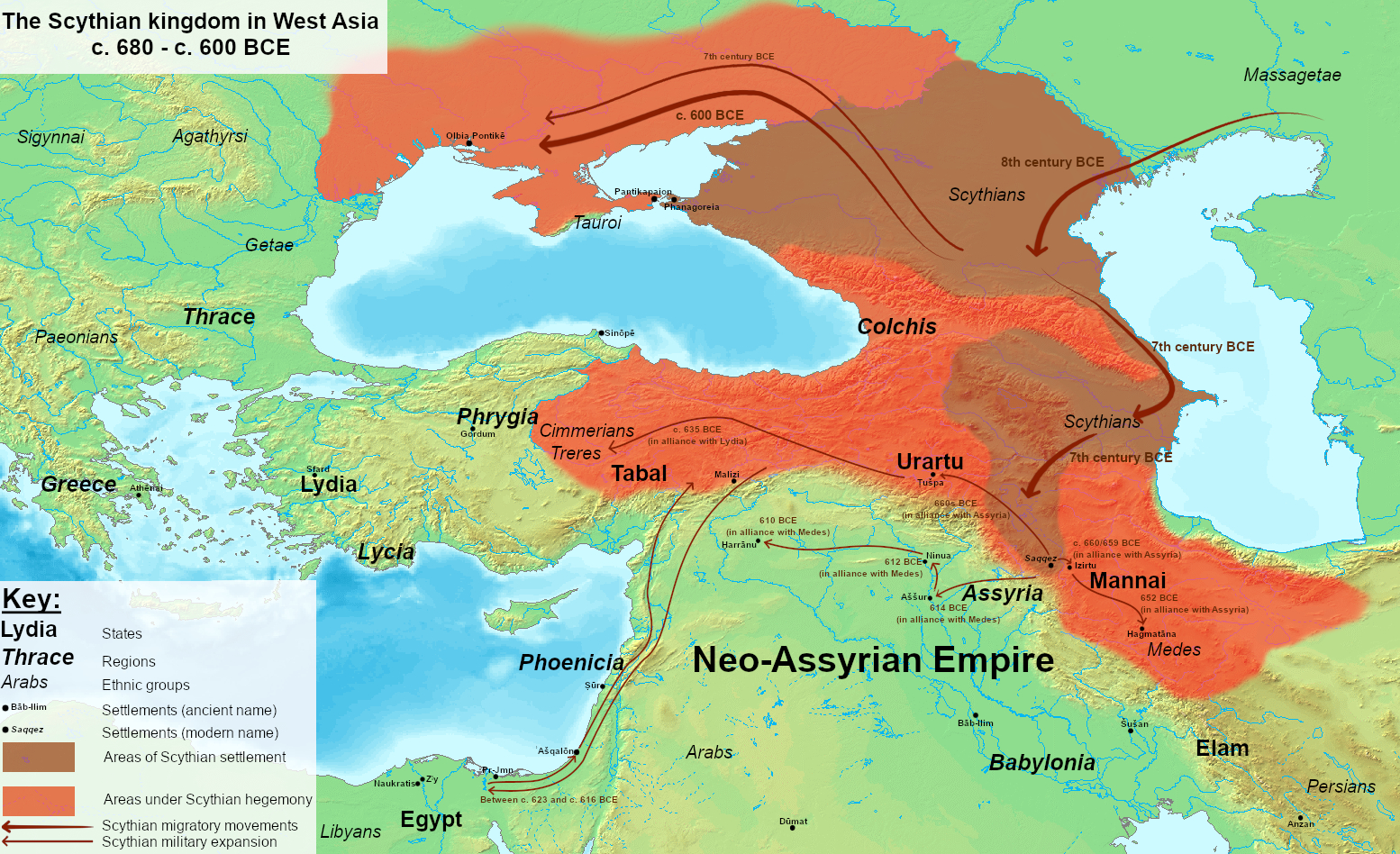
Скифы на территории восточного Закавказья

на горных склонах до вершин, начиная от моря, обитают на небольшом пространстве часть албанов и армян, но на большей части — гелы, кадусии, амарды, уитии и анариаки
Оригинальный текст (др.-греч.)οικεί δε την παρωρείαν ταύτην μέχρι των άκρων από θαλάττης άρξαμένοις επί μικρον μεν των Αλβανών τι μέρος και των Αρμενίων το δε πλέον Γηλαι, και Καδούσιοι, και Αμαρδοι, και Ουίτιοι, και Αναριάκα

В другой главе он добавляет, ссылаясь на Феофана Митиленского, спутника Помпея в его кавказском походе (I век до н. э.), что «между амазонками и албанами живут гелы и леги — скифы».
Плиний Старший (I век) в «Естественной истории» (кн. VI, XVIII.48) отождествляет гелов с кадусиями: «гелы, которых греки называли кадусиями». Это противоречит более раннему Страбону (см. цитату выше) и более позднему Птолемею (II век). Последний в «Географии» (кн. VI) отождествляет кадусиев и легов, а гелов помещает севернее. Сравнивая все дошедшие фрагменты, Кай Бродерсен высказывает предположение, что в тексте Плиния слово «леги» могло пропасть при копированиях. То есть исходный фрагмент читался как «<…> гелы, леги — которых греки называли кадусиями, <…>».

## Образ жизни гелов

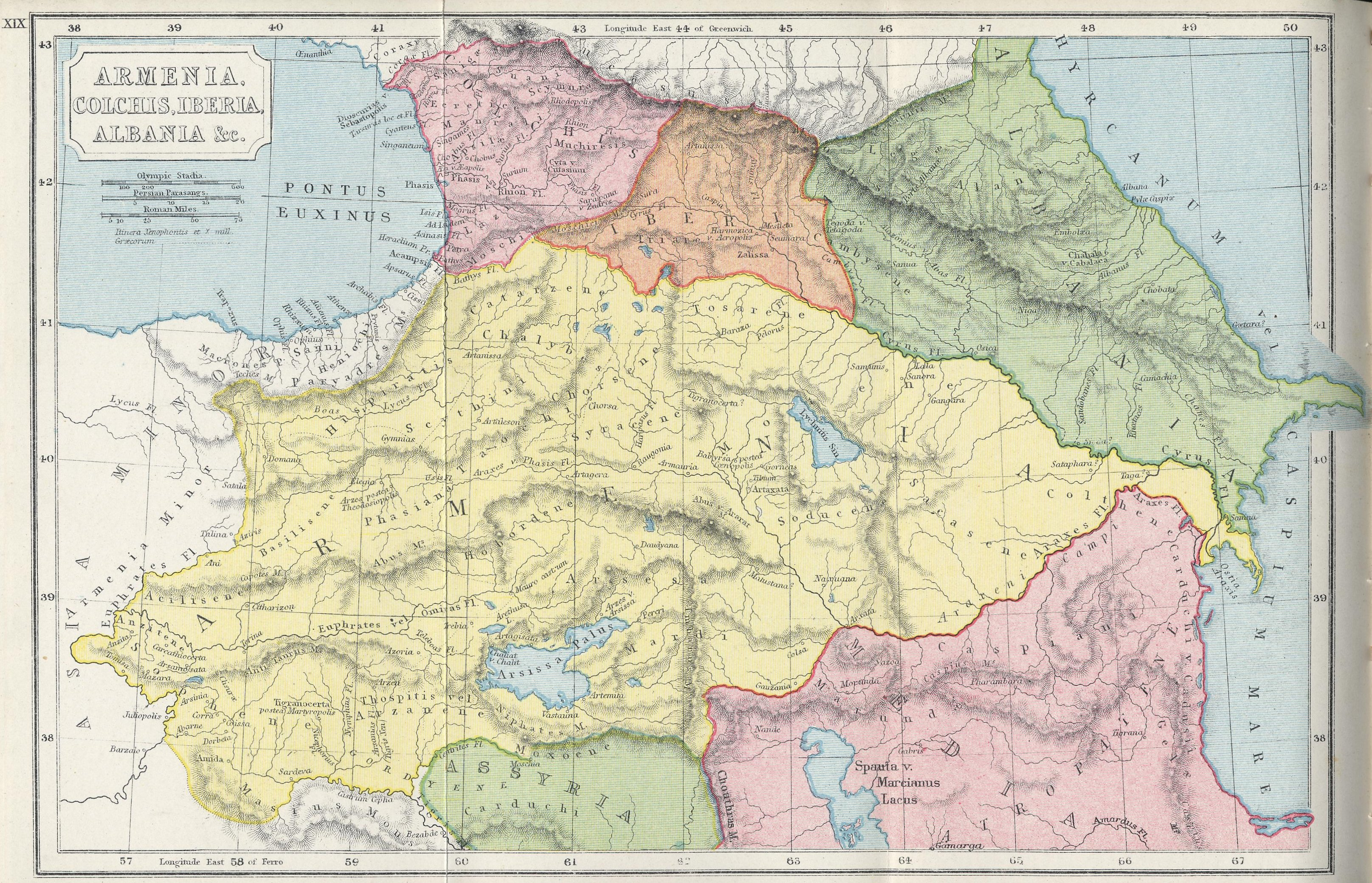
Гелы на карте Сэ́мюэла Ба́тлера

Согласно позднему классическому автору Бардесану, у гелов внешне мужчины выглядели женственными, а женщины мужственными, как и у жителей Кумы под властью тирана Аристодема.
Женщины гелов сеют, собирают урожай, строят и делают все, что обычно делают работники. Они носят простую одежду, не носят сандалий и не используют приятные духи. Их не упрекают, если они прелюбодействуют с иностранцами или слугами в своем доме. Мужчины гелов, напротив, носят цветные одежды и украшения из золота и драгоценных камней и смазываются приятными ароматами. Они делают это не потому, что они изнежены, а по закону. Мужчины любят охоту и драки.
В древней литературе гелам иногда приписывали творческие способности, которые они должны были изображать как экзотические народы вне цивилизации.  Говорят, что вместе с ними женщины брали на себя работу, которую в противном случае выполняли бы мужчины, такую как возделывание полей или строительство домов.  И наоборот, они могли сами выбирать своих сексуальных партнеров.  Кроме того, женщины гелов не пользовались парфюмерией, не носили крашеные ткани и всегда ходили босиком.  Мужчины, с другой стороны, носили мягкую и яркую одежду, украшения и духи, хотя в остальном они не «феминизированы» и проявляли храбрость на войне и охоте.

## Гипотезы

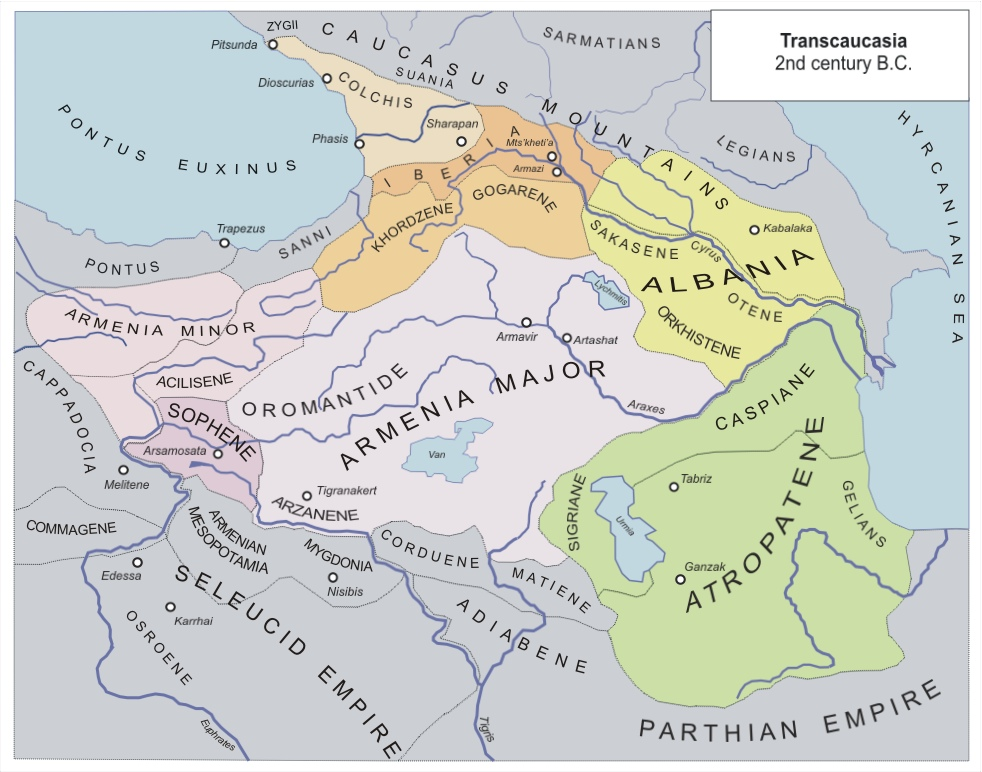
Гелы

В литературе гелов часто отождествляли с леками, однако в I в. н.э. Страбон различал гелов от леков, локализуя их в районах Западного Прикаспия на границе с албанами. Удивительно, что Ибн Хаджар (XVI, 221) прямо говорит о том, что Ма’джудж(Магог) — это Джил и Дайлам; Джил (полная форма Джилан) — арабское название Гиляна (Gilan, курд. Gîlan), который в древности также назывался Дайламом.
Позднее исследователями выдвигались различные гипотезы о более точном месте расселения, этнической принадлежности и языке гелов. Так, П. К. Услар пишет (не уточняя примерами): «следы названия гелов можно отыскать в северном Дагестане». Другая гипотеза связывает с гелами область Гилян (юго-западное побережье Каспийского моря).
Связь названия области Гилян с этнонимом гелов была высказана В. В. Бартольдом и развита в работах Э. А. Грантовского. Частью этой гипотезы является отожествление гелов и кадусиев как одного народа, говорившего на одном из предков иранских языков. В развитие этой же гипотезы талышский язык принимается как потомок языка гелов.
По мнению одной из ведущих специалистов по истории Кавказской Албании К. В. Тревер:

Упоминаемые рядом с гелами леги обитали, по-видимому, в горных районах бассейна р. Самура, севернее удинов и албанов. То обстоятельство, что легов и гелов Страбон называет скифами, даёт основание полагать, что этнически эти горские племена отличались от удинов и албанов.

Как отмечают Х. Х. Рамазанов и А. Р. Шихсаидов, «нельзя отнести гелов или легов к какому-нибудь одному народу. Скорее всего под этими этнонимами следует понимать дагестанские народы вообще, в том числе и представителей лезгинской группы языков». Выдвигалось также предположение, что этноним гелы не обозначает отдельное племя, а является лишь формой названия легов античных авторов (леки раннесредневековых армянских и грузинских источников), образовавшейся в результате метатезы.

## Правители
Альберт Олмстед в своих трудах называет одного из правителей гелов по имени Гуаратранос.